# U-Bahnhof Schlesisches Tor

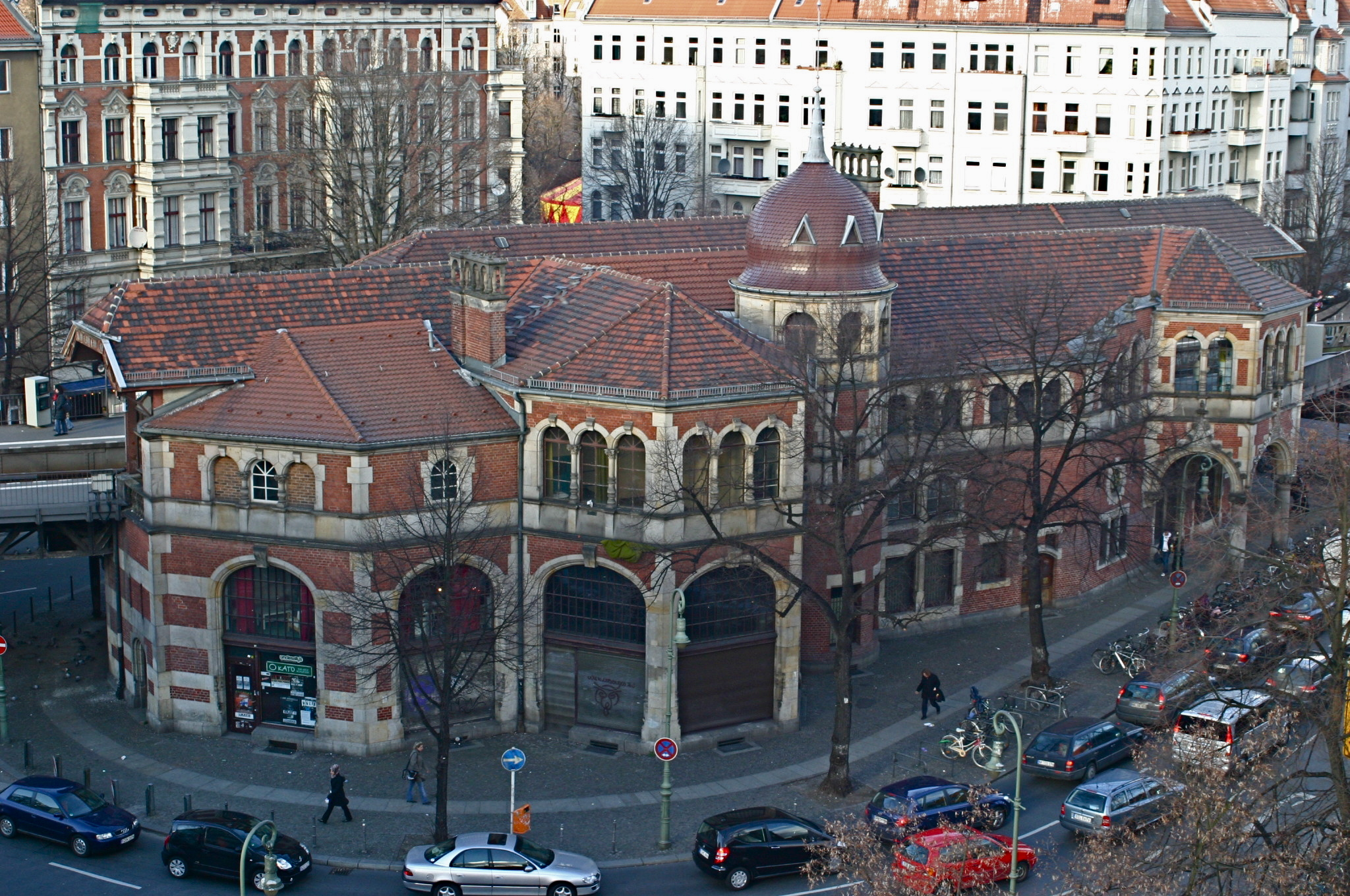
U-Bahnhof Schlesisches Tor, 2008

Schlesisches Tor ist eine Station der U-Bahn-Linien U1 und U3. Es handelt sich dabei um einen Hochbahnhof in der Mitte eines kleinen Platzes gleichen Namens im Berliner Ortsteil Kreuzberg. Die Station befindet sich zwischen der Station Görlitzer Bahnhof (925 Meter westlich) und dem Umsteigebahnhof Warschauer Straße (790 Meter östlich), der über die nahegelegene – über die Spree führende – Oberbaumbrücke erreicht wird. Benannt ist die Station nach dem ehemaligen Stadttor in der Berliner Zoll- und Akzisemauer, das sich bis Mitte des 19. Jahrhunderts dort befand.

## Geschichte

### Bau und Eröffnung

A^{I}-Zug mit dem afrikanischen Zugführer Martin Dibobe, 1902

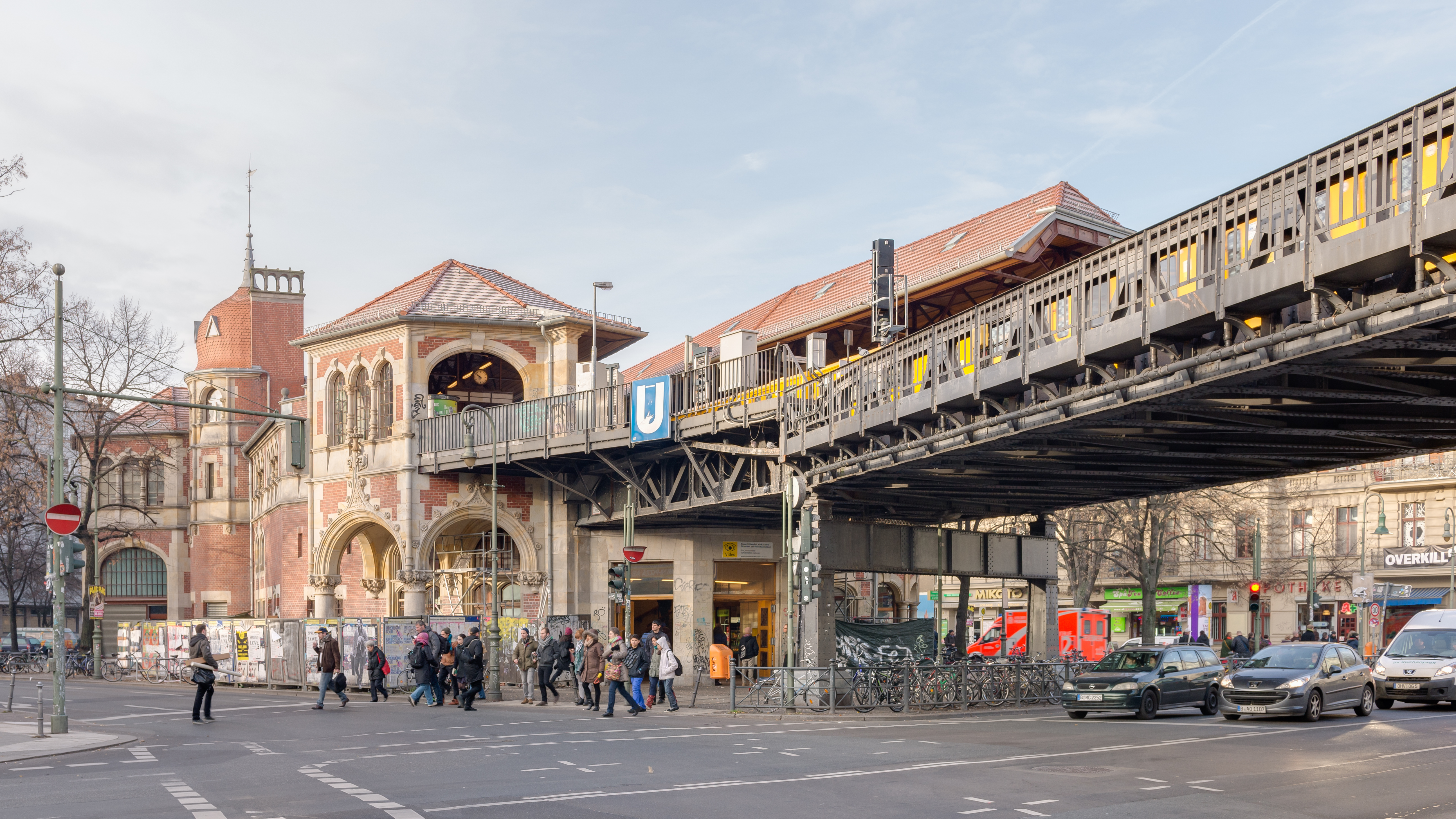
Südseite des U-Bahnhofs von der Oberbaumstraße her gesehen

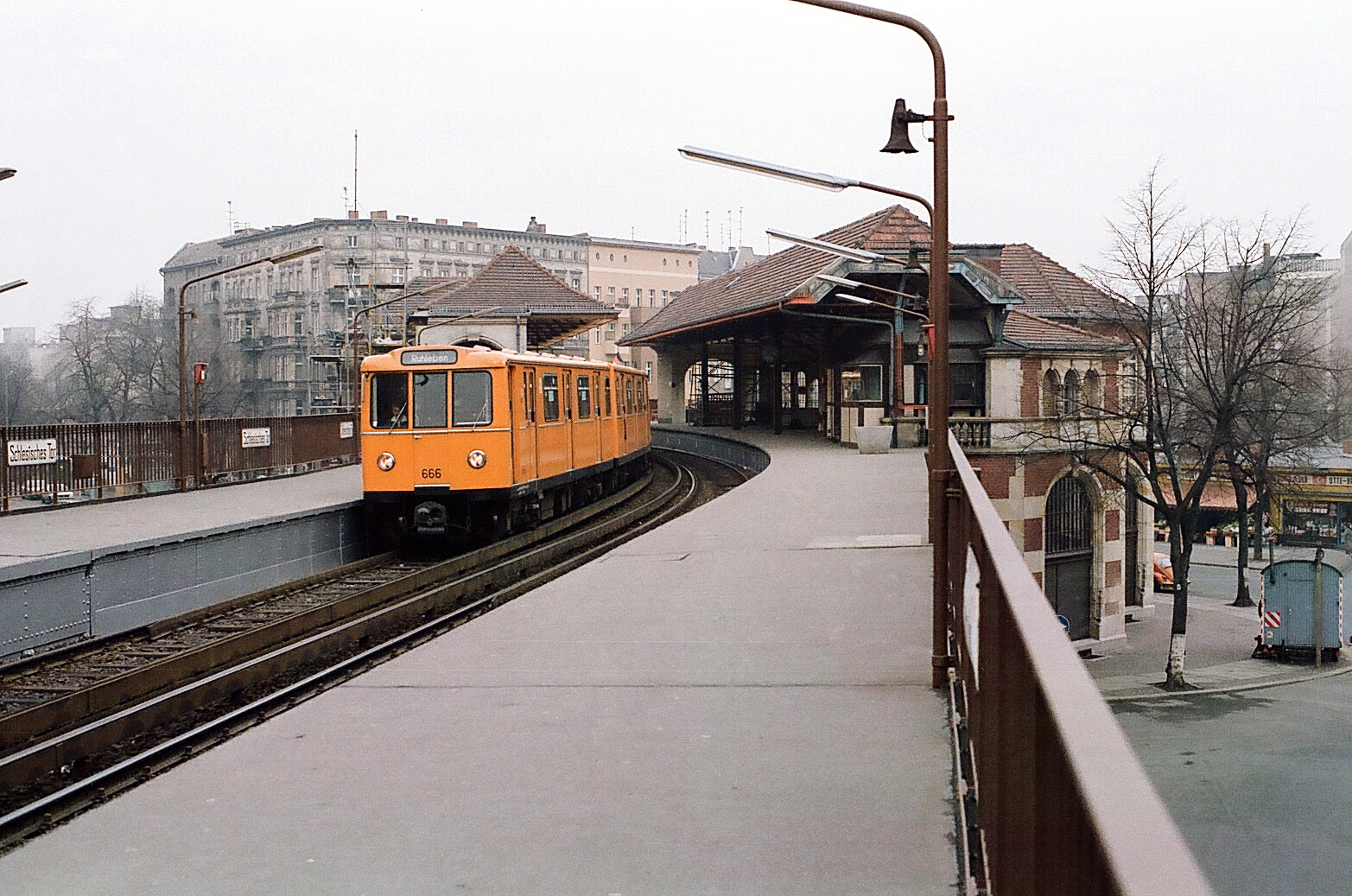
Bahnsteige des damaligen Endbahnhofs, Blick Richtung Osten, Zug der Baureihe A3L mit Zierleisten, 1984

Der U-Bahnhof Schlesisches Tor – eigentlich als „Hochbahnhof“ zu bezeichnen, da die Züge der Berliner U-Bahn dort sechs Meter über dem Straßenniveau fahren – ist einer der ersten Bahnhöfe der Berliner Hoch- und Untergrundbahn. Nachdem der erste Spatenstich für den Bau des neuen Verkehrsmittels am 10. September 1896 in der Gitschiner Straße erfolgte, begannen Ende 1897 die Bauarbeiten für den östlichen Streckenabschnitt bis Warschauer Brücke und 1899 folgte der Baubeginn für den Bahnhof Schlesisches Tor. Die Firma Siemens & Halske vollendete den Bahnhof Schlesisches Tor 1901, ein Jahr vor der feierlichen Eröffnung der ersten Strecke (Stammstrecke) am 15. Februar 1902 zwischen den Bahnhöfen Potsdamer Platz und Stralauer Thor durch die Gesellschaft für elektrische Hoch- und Untergrundbahnen in Berlin (Hochbahngesellschaft).
Während der Großteil der Entwürfe der Berliner U-Bahnhöfe der ersten Stunde vom Siemens’schen Baubüro stammen, schrieb Siemens & Halske für den Entwurf dieses Bahnhofs einen Wettbewerb aus. Dies lag daran, dass zur Jahrhundertwende die Gegend um das Schlesische Tor ein wichtiger Verkehrsknotenpunkt war, in der Nähe befand sich unter anderem eine große Dampferanlegestelle. Den Wettbewerb für den Entwurf gewannen die Architekten Hans Grisebach und Georg Dinklage. Sie konzipierten einen polygonalen Bahnhof im historistischen Stil, die zahlreichen Elemente der Neorenaissance und die Ziegelfassade entsprachen dem damaligen Zeitgeschmack, sodass die Station positiv in der Bevölkerung aufgenommen wurde. Im unteren Teil des Bahnhofs befand sich eine großräumige Aufenthaltshalle, die außerdem das Restaurant Torkrug, eine Konditorei und andere Geschäfte aufnahm. Als Krönung des Bahnhofs entwarfen die beiden Architekten auf der südlichen Seite einen kleinen Zwiebelturm mit einer kleinen, angeblich aus Paris stammenden Wetterfahne mit den Initialen ‚S‘ und ‚H‘ für die Gesellschaft Siemens & Halske.

### Veränderungen ab 1914
Mit den Jahren wuchsen die Fahrgastströme erheblich, sodass bereits erste bauliche Veränderungen notwendig wurden. Abgesehen von der Überdachung der Restaurantterrasse im Jahr 1914, ließ die betreibende Hochbahngesellschaft zwischen 1926 und 1929 die Halle erweitern, eine Rabitzdecke einbauen sowie die Wände mit Keramikplatten verkleiden.
Mit dem 1939 beginnenden Zweiten Weltkrieg begannen auch für den Bahnhof Schlesisches Tor die ersten Einschränkungen. Abgesehen von der allgemeinen Verdunkelung waren bei den alliierten Luftangriffen durch ihre exponierte Lage die Hochbahnstrecke und ihre Bahnhöfe ständigen Gefahren ausgesetzt. Dennoch war der Bahnhof bis April 1945 funktionsfähig, am 22. April 1945 stellten die Berliner Verkehrsbetriebe (BVG) den Betrieb aufgrund des Strommangels ein.
Bereits am 11. Juni 1945 konnte der Bahnhof – baulich vereinfacht – wieder eröffnet werden. Zunächst gab es einen Pendelverkehr zwischen den Bahnhöfen Kottbusser Tor und Schlesisches Tor. Dort wendeten die Züge am südlichen Gleis, westlich der Station wurde eine Weiche eingebaut. Der nördliche Bahnsteig konnte noch 1947 nicht angefahren werden, der am 14. Oktober 1945 wieder in Betrieb genommene Endabschnitt nach Warschauer Brücke wurde vorerst eingleisig befahren. Ab dem 27. April 1947 war die komplette Hochbahnstrecke wieder befahrbar.

### Ab 1961 Endbahnhof

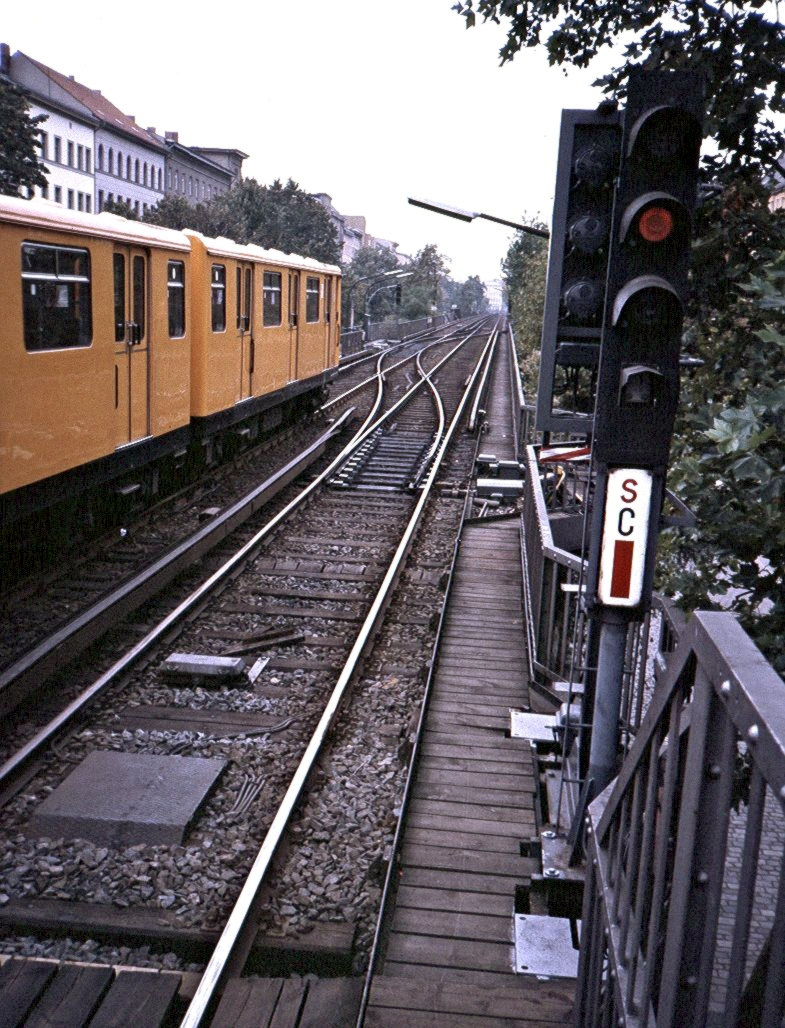
Doppelter Gleiswechsel in Trapezform vor dem damaligen Endbahnhof, 1986

Wegen der politischen Entwicklung baute die BVG vor dem Bahnhof Schlesisches Tor einen doppelten Gleiswechsel ein, um die Züge dort enden lassen zu können. Erstmals notwendig war dies bei den Aufständen des 17. Juni 1953 in Ost-Berlin. Dauerhaft notwendig wurde es dann ab dem 13. August 1961, da durch den Mauerbau die Züge nicht mehr über die Oberbaumbrücke nach Friedrichshain zur Station Warschauer Brücke (ab 1995: Warschauer Straße) fahren konnten. 1962 verlängerte die BVG die zwei Seitenbahnsteige des Bahnhofs um 17 Meter auf 109 Meter.
Während der Teilung schrumpfte die Bedeutung dieses letzten Bahnhofs vor der Sektorengrenze. Seit 1980 steht der Bahnhof unter Denkmalschutz. Zwischen der Internationalen Bauausstellung 1984 und der 750-Jahr-Feier Berlins 1987 ließ die BVG den Bahnhof behutsam restaurieren und sanieren. Hierbei wurde die Stahldecke in der Eingangshalle wiederhergestellt.
In den Räumen des ehemaligen Restaurants befand sich bis 1981 das Kaufhaus am Tor (abgekürzt: Kato). Der Name Kato wurde von einem später dort ansässigen Club weitergenutzt.

### Wiedervereinigung

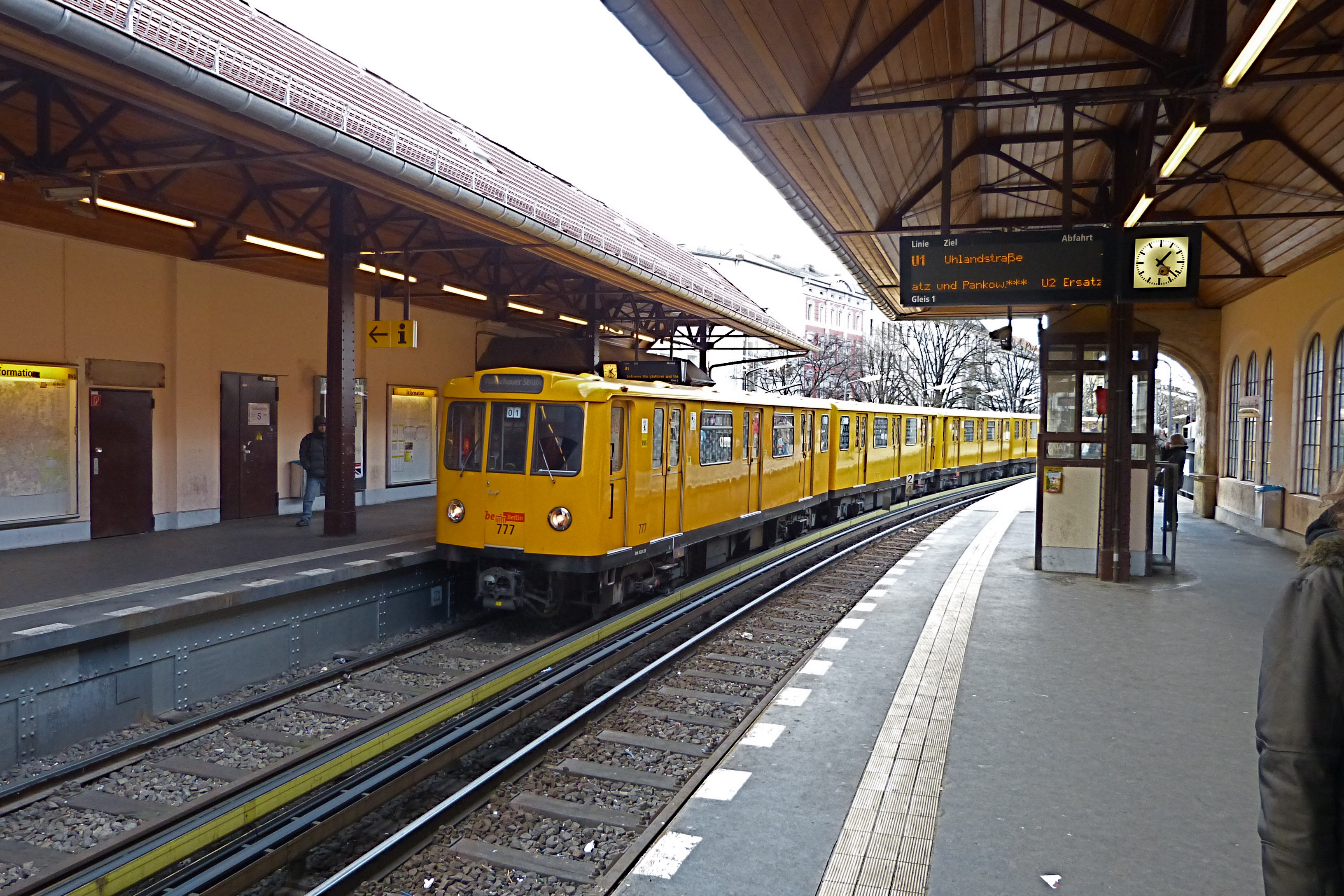
Triebwagen der Baureihe A3L71 bei der Einfahrt in den Bahnhof Schlesisches Tor auf dem Weg zum Bahnhof Warschauer Straße

Mit dem Mauerfall und der Wiedervereinigung Berlins und Deutschlands stand die Wiederherstellung der Strecke über die Oberbaumbrücke zum inzwischen umbenannten Bahnhof Warschauer Straße an. Nach mehreren Jahren Bauzeit fahren die Züge der heutigen Linie U1 wieder über Schlesisches Tor hinaus, sodass dort keine Züge mehr enden und der Bahnhof seine Funktion als Durchgangsbahnhof zurückerhielt. Seit der Verlängerung der Linie U3 zum 7. Mai 2018 hält auch diese standardmäßig am U-Bahnhof Schlesisches Tor.
Seit 2012 nutzt der Club Bi Nuu die Räume des einstigen Kato.
Nach 2000 erhielt der Bahnhof ein Blindenleitsystem. Seit dem 9. Juni 2023 ist er durch zwei Aufzüge barrierefrei zugänglich.

## Anbindung
| Linie | Verlauf |
| ----- | --- |
|       | Uhlandstraße – Kurfürstendamm – Wittenbergplatz – Nollendorfplatz – Kurfürstenstraße – Gleisdreieck – Möckernbrücke – Hallesches Tor – Prinzenstraße – Kottbusser Tor – Görlitzer Bahnhof – Schlesisches Tor – Warschauer Straße |
|       | Warschauer Straße – Schlesisches Tor – Görlitzer Bahnhof – Kottbusser Tor – Prinzenstraße – Hallesches Tor – Möckernbrücke – Gleisdreieck – Kurfürstenstraße – Nollendorfplatz – Wittenbergplatz – Augsburger Straße – Spichernstraße – Hohenzollernplatz – Fehrbelliner Platz – Heidelberger Platz – Rüdesheimer Platz – Breitenbachplatz – Podbielskiallee – Dahlem-Dorf – Freie Universität (Thielplatz) – Oskar-Helene-Heim – Onkel Toms Hütte – Krumme Lanke |

Am U-Bahnhof Schlesisches Tor bestehen Umsteigemöglichkeiten von den Linien U1 und U3 zu den Omnibuslinien 165 und 265. Der U-Bahnhof wird auch von den Nachtbuslinien N1, N60 und N65 bedient.